# Love Has a Mind of Its Own
«Love Has a Mind of Its Own» (с англ. — «У любви есть свой разум») — песня американской певицы Донны Саммер, записанная для её одиннадцатого студийного альбома She Works Hard for the Money (1983). Песня была написана самой Саммер, Брюсом Судано и Майклом Омартианом, последний также стал продюсером записи. Песня записана в дуэте с Мэттью Уордом, хотя он не указан на обложке альбома и сингла.
Песня была выпущена как третий сингл с альбома в декабре 1983 года Mercury Records в США и Японии. Она достигла пика под номером 70 в Billboard Hot 100 и номером 35 в американском R&B-чарте. В чарте Adult Contemporary она достигла 19-го места и оставалась там в чартах 12 недель. В 1984 году песня была выпущена на международный рынок, но не смогла попасть в чарты.

## Чарты
| Чарт (1983-84)                        | Высшая позиция |
| ------------------------------------- | -------------- |
| США (Billboard Adult Contemporary)    | 19             |
| США (Billboard Hot 100)               | 70             |
| США (Billboard Hot R&B/Hip-Hop Songs) | 35             |
| США (Cash Box Top 100)                | 77             |